# De Vintimille
Il Casato de Vintimille fu costituito da tre rami franco-provenzali dei Conti di Ventimiglia, famiglia nobile italiana: quello di Marsiglia, quello di val de Chanan e quello di Linguadoca.

## Storia
Il 19 gennaio 1258, Guglielmo/Guglielmino VI conte di Ventimiglia – figlio di Guglielmo IV - in Aix, stipula un accordo con Carlo I d'Angiò, rinunciando ai propri diritti sovrani sulla contea di Ventimiglia e Lantosque, in cambio della signoria del defunto Giovanni di Pietro Balbo de Glandevés, suo lontano cugino, ossia la Val Chanan tra i fiumi Varo e Estéron, con le castellanie di La Rochette-de-Chanan, Coalongue, Puy-Figette, Penne, Chaudol, Cadenede, Toudon, Gilette e il condominio di Sainte Marguerite/Dosfraires, nella vicaria provenzale di Puget-Théniers.Tale signoria avrebbe dovuto fornire al conte di Ventimiglia, secondo i patti, una rendita annua di cinquemila lire tornesi, nonché garantirgli l'esercizio dell'alta giustizia e l'escussione delle cause d'appello sugli uomini soggetti al suo dominio. Guglielmino di Ventimiglia mantenne, come vassallo angioino, il controllo di una porzione della contea, con i castelli di Castellar, Gorbio, S. Agnese, Codolis e Amellone/La Menour. Guglielmino fu padre di:
- Lazzaro,
- Guglielmo, capostipite del lignaggio dei Ventimiglia di Castellar,
- Ottone, probabile stipite dei Vintimille de La Rochette,
- Berengario
- Raimondo Rostagno, canonico nella cattedrale di Embrun nel 1285,
- Sibilla.

Nel 1305 si ha notizia di Emanuele de Vintimille - nipote di Guglielmo VI - come signore di Sainte-Marguerite e Chaudol che voleva cambiare con la signoria di Ascros. Ma nello stesso anno Emanuele vende a Carlo II di Napoli alcune frazioni della signoria di Ascros. Nel 1308, nel processo ai Templari, è chiamato a testimoniare il signore del castello di Rochette, Corradino de Vintimille. Nel 1309, Giorgio de Vintimille presta omaggio al conte di Provenza - e re di Napoli - per il feudo di Puy-Figette, mentre il fratello Corrado lo fa per La Rochette e ancora l'altro fratello Emanuele per i vassallaggi di Chaudol e Sainte-Marguerite. Nel 1333, Bonifacio de Vintimille è censito, nella ricognizione dei diritti del conte di Provenza, come signore di Puy-Figette. Giorgio è segnalato nella documentazione come defunto nel 1319, e i suoi eredi furono i figli Isnardo e Guglielmo.
Infatti, nel 1343 risultano signori della potente fortezza di La Rochette e di val de Chanan i fratelli Isnardo e Guglielmo de Vintimille. Altro Bonifacio de Vintimille nel 1384 - prese le parti del partito dei Durazzo - è sostituito dagli Angioini nella signoria della baronia di val de Chanan dalla figlia Luisa de Vintemille e dal marito di questa Giovanni Balbo de Glandevés. Puget-le-Figére nello stesso anno è invece occupata manu militari da Pietro Balbo de Glandevés.
Il 28 marzo 1258 a Lucerame, Bonifacio conte di Ventimiglia cedette i propri diritti e beni nella contea ventimigliana a Carlo I d'Angiò, analogamente al cugino Guglielmo VI. Il conte Bonifacio ricevette in cambio un'ampia signoria nella valle del Verdon, sempre nel distretto del fiume Var, a La Verdière, Bézaudun, Ansouis, Varages, Valensole, Tourves, Saint-Martin-de-Pallières, Le Broc ecc. A seguito di tale transazione Bonifacio conte di Ventimiglia - figlio di Oberto II, conte di Badalucco, e nipote abiatico di Guglielmo I, conte di Ventimiglia (1200-1214) - lasciò Ventimiglia e si trasferì in Provenza. A questi domini, per il matrimonio di Emanuele II - figlio di Bonifacio - con Sibylle d'Evenos - il 9 febbraio 1266 - si aggiungeranno i feudi della viscontea della città e territorio di Marsiglia, in particolare le castellanie di Ollioules, Évenos e Cotignac. Sibylle era figlia di Guilhem V e della cugina di Emanuele, Beatrice di Ventimiglia - figlia a sua volta di Ottone e di Guillemette de Castellane. Emanuele II fu padre di Bonifacio II, e questi a sua volta padre di Emanuele III. Altra figlia di Emanuele II fu Caterina sposa di Blacas IV de Blacas, signore di Aups e celebre poeta provenzale autore del poema La maniere de bien guerroyer.
Bonifacio II, figlio di Emanuele II, sposò intorno al 1240 Philippe de Sabran signora di Turriers e di Montpezat e fu padre di: 
- Emanuele III, marito di Béatrix d'Esparron capostipite del ramo di Turriers e Montpezat,
- Sibilla, moglie di Boniface le Jeune de Castellane signore di Salernes e Villecroze,
- Giovanna, moglie di Boniface l'Aîné de Castellane signore di Fos,
- Bertrando I marito di Marguerite de Pontevès e capostipite del ramo Vintimille de Marseille
- Renato marito di Sybille de Castellane.

## Ramo dei Vintimille de Turriers

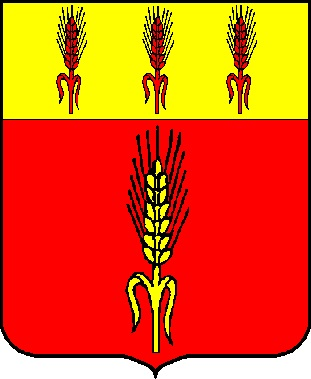
Il blasone dei conti di Ventimiglia signori di Turriers. Di rosso, alla spiga di grano d'oro, al capo del secondo alle tre spighe di grano del primo, poste in fascia

Boniface III de Vintimille signore di Turriers, figlio di Emmanuel, sposò Cécile de Barras e fu padre di Bertrand, a sua volta padre di Boniface IV Réforciat. Boniface IV Réforciat sposò nel 1415 Marguerite d'Agoult e fu padre di Réforciat marito di Catherine d'Amalric figlia del signore di Esclangon. Il ramo dei Vintimille di Turrièrs finì nel 1572 con Baltazarde de Vintimille figlia di Louis e di Marguerite de Vintimille che sposò Reforciatde Pontevès e fu madre di François marito di Marguerite de Villeneuve al quale lasciò le terre di Turriers.

## Ramo dei Vintimille de Marseille
Bertrand II de Vintimille de Marseille (1324-1352) figlio di Bertrand I, signore di Ollioules, Évenos e Varages sposò Béatrice de Villeneuve Vence e fu padre di Bertrand III (1344-1378) marito di Ermenjarde de Glandeves figlia di Guillaume Feraud II (1317-1362) e sorella di Isnard II (1335-1409), luogotenente generale della Provenza e di Emanuel marito di Marguerite de Monteoux. Dalla coppia Bertrand III- Ermenjarde nacquero: Honorate moglie di Jacques d'Agoult, Marguerite moglie di Reforciat de Castellane e Bertrand IV marito di Sybille de Castellane e a sua volta padre di Bertrand V.
Questa famiglia diede origine al ramo dei Vintimille de Luc con Gaspard de Vintimille, signore di Ollioules e di Luc, figlio di Bertrand VII e di Yolande Lascaris. L'ultima rappresentante dei Vintimille de Marseille fu Anne figlia di François de Vintimille, che trasmise il titolo a suo figlia Françoise Gabrielle Charlotte de Raousset (1718-1786).
Questa sposò il 4 maggio 1735 Gaspard François Joseph de Vintimille, signore Vidauban e di Figanières (figlio Joseph Hubert de Vintimille) dal quale ebbe il figlio:
Charles François Gaspard Fidèle de Vintimille, signore di Vidauban (1738-1796), sposato il primo febbraio 1765 con Marie Madeleine Sophie Talbot de Tyrconnel, dai quali nacquero:
- Gabrielle Françoise Eustachie de Vintimille, †1822, sposata, il 24 ottobre 1785, con Anne Louis Joseph César Olivier de Saint-Georges de Vérac, marchese de Vérac (1763-1838);
- Jean Baptiste Joseph Hubert de Vintimille, visconte di Vintimille-Figanières (1740-1817), sposato il 21 dicembre 1780 con Louise Joséphine Angélique de Lalive de Jully (1763-1831);
- François Marie Fortuné de Vintimille (1751-1822).

## Ramo dei Vintimille du Luc

Il blasone dei conti di Ventimiglia signori di Luc.

Gaspard de Vintimille, figlio di Bertrand VII signore di Ollioules e di Luc sposò Anne d'Arcussia e fu padre di François, barone di Tourves e di Luc, governatore Brignoles e marito di Françoise d'Albert e a sua volta padre di Magdelon. Magdelon marito di Marguerite de Vins fu padre di François (1606-1667) marito di Anne de Forbin e a sua volta padre dell'arcivescovo Charles-Gaspard-Guillaume de Vintimille du Luc e di Charles François de Vintimille (1653-1740).
Charles-François de Vintimille du Luc (1653-1740), ufficiale di marina, ambasciatore in Svizzera e in Germania di Luigi XIV di Francia e Luigi XV di Francia, divenne Luogotenente Generale di Provenza e Governatore di Porquerolles, sposò Marie Louise Charlotte de Forbin e fu padre di Gaspard Magdelon Hubert (1687-1748) marito di Charlotte de Refuge (1687-1756).
Jean-Baptiste-Félix-Hubert (1720-1777), figlio di Gaspard Magdelon Hubert, marchese di Luc e di Arcs, signore di Savigny-sur-Orge, marchese di Castelnau-Valence nella regione della Linguadoca-Rossiglione, barone di Ollioules, luogotenente Generale delle armate reali sposò Pauline-Félicité de Maily Nesle (1712-1741) sorella di Louise Julie de Mailly ma sembra che non ebbe figli. Sua moglie divenne l'amante di Luigi XV di Francia che sembra gli abbia dato un figlio: Charles de Vintimille (1741-1814), riconosciuto come legittimo dal marito Jean Bapriste de Vintimille. Charles sposò Adélaïde de Castellane (1746-1770) ed ebbe tre figli: Charles Félix René (1765-1806), marito di Marie-Gabrielle de Lévis (1765-1794), Adélaïde Pauline Constantine (1767-1825) moglie di Henri de Lostanges, e Candide Dorothée Louis, (1767-1825), moglie di Jean-Baptiste de Félix, barone di Ollières e conte di Muy.

## Famiglie imparentate con i de Vintimille
Adorno, d'Albert, d'Agoult, d'Allamon, d'Arcussia, de Barras, de Ballièvre, Borgarelli, de Bouliers, de Baux, de Cabanes, de Castellane, de Coriolis, d'Elbène, d'Esparron, Evenos de Signes, de Forbin, de Glandeves, de Granet, de Grasse, Grimaldi (famiglia), de Guiramand, des Isnards, de Jarente de Sénasde Morges, de La Garde, Malaspina, de Matheron, de Monteoux, de Pazzi, de Pontevès, du Puget, Rambaldi, de Raousset, de Refuge, de Sabran, de Simiane, de Viens, de Villeneuve, de Vins.